# Madeline Taylor
Madeline Taylor (née le 20 mai 1996 à Chapel Hill), est une actrice américaine.
Sa première apparition fut en 2007 dans The Girl Next Door, tiré du roman de Jack Ketchum et de l'histoire vraie de Sylvia Likens. Elle est également apparue en 2008 dans une mini-série télévisée intitulée John Adams, et la même année dans New York, unité spéciale. Madeline Taylor vit actuellement à Chapel Hill, en Caroline du Nord. Elle est également une ancienne élève de l'école McDougle Middle School.

## Filmographie
- 2010 : Loop Planes ; Katie (Film)
- 2009 : Army Wives ; Kristen Mills (1 épisode : Need to Know Basis) (Série)
- 2008 : John Adams ; Nabby Adams jeune (épisodes : Join or Die, Don't Tread on Me, Independence) (Mini-série)
- 2008 : New York, unité spéciale ; Josie (1 épisode : Streetwise) (Série)
- 2007 : The Girl Next Door ; Susan Loughlin (Film)